# 518 (číslo)
Pět set osmnáct je přirozené číslo. Následuje po čísle pět set sedmnáct a předchází číslu pět set devatenáct. Římskými číslicemi se zapisuje DXVIII a řeckými číslicemi φιη.

## Matematika
518 je:
- Deficientní číslo
- Složené číslo
- Nešťastné číslo

## Astronomie
- (518) Halawe je planetka hlavního pásu, kterou v roce 1903 objevil Raymond Smith Dugan

## Roky
- 518
- 518 př. n. l.